# Vippachedelhausen
Vippachedelhausen település Németországban, azon belül Türingiában. Lakosainak száma 558 fő (2017. december 31.). Vippachedelhausen Sprötau, Ballstedt, Vogelsberg és Berlstedt községekkel határos.

## Népesség
A település népességének változása:

| 2017 | 558 |